# اروين جريسوولد
اروين جريسوولد (بالإنجليزية: Erwin Griswold)‏ (و. 1904 – 1994 م) هو محام، وبروفيسور (أستاذ جامعي) من الولايات المتحدة الأمريكية ولد في إيست كليفلاند.
وهو عضو في الحزب الجمهوري .

## التعليم
تعلم في كلية أوبرلين، وكلية هارفارد للحقوق.

## مناصب وهيئات
أدار جامعة هارفارد.